# Lekkoatletyka na Letnich Igrzyskach Olimpijskich 1964 – bieg na 80 m przez płotki kobiet
Bieg na 80 metrów przez płotki kobiet podczas XVIII Letnich Igrzysk Olimpijskich w Tokio rozegrano 18 (eliminacje) i 19 października (półfinały i finał) 1964 na Stadionie Olimpijskim w Tokio. Zwyciężczynią została Niemka Karin Balzer.

## Rekordy

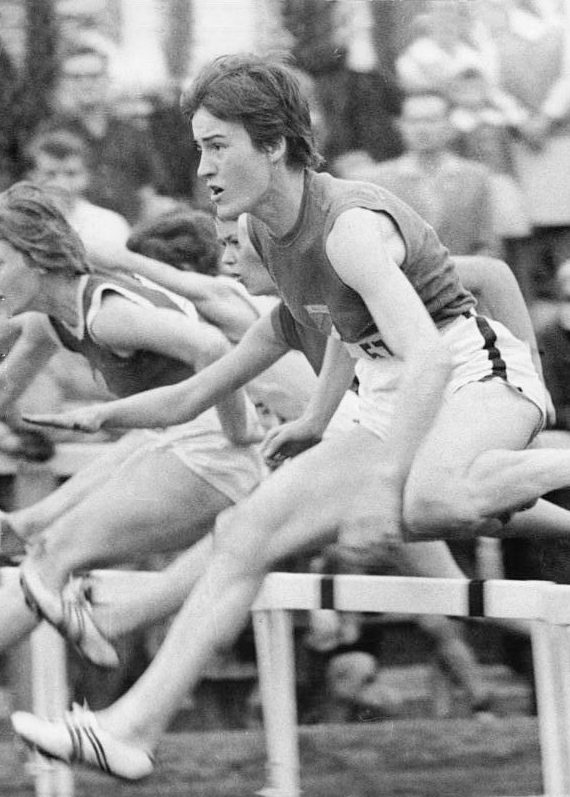
Karin Balzer

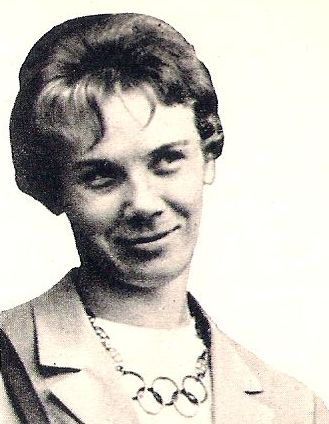
Teresa Ciepły

|                   | zawodniczka       | narodowość      | czas | data                  | miejsce |
| ----------------- | ----------------- | --------------- | ---- | --------------------- | ------- |
| Rekord świata     | Gisela Birkemeyer | NRD             | 10,5 | 24 lipca 1960(dts)    | Lipsk   |
| Rekord świata     | Betty Moore       | Wielka Brytania | 10,5 | 25 sierpnia 1962(dts) | Kassel  |
| Rekord świata     | Karin Balzer      | NRD             | 10,5 | 23 maja 1964(dts)     | Lipsk   |
| Rekord świata     | Irina Press       | ZSRR            | 10,5 | 9 sierpnia 1964(dts)  | Kijów   |
| Rekord świata     | Irina Press       | ZSRR            | 10,5 | 28 sierpnia 1964(dts) | Kijów   |
| Rekord świata     | Draga Stamejčič   | Jugosławia      | 10,5 | 5 września 1964(dts)  | Celje   |
| Rekord olimpijski | Irina Press       | ZSRR            | 10,6 | 31 sierpnia 1960(dts) | Rzym.   |

## Wyniki
| Poz. - pozycja |
| – rekord świata \| – rekord krajowy \| – rekord życiowy \| = – wyrównany rekord życiowy \| · – najlepszy wynik w sezonie \| = – wyrównany najlepszy wynik w sezonie \| – rekord olimpijski |
| Fn – falstart \| DNF – nie ukończyła \| DNS – nie wystartowała \| DSQ – zdyskwalifikowana                                                                                                  |

### Eliminacje
Rozegrano cztery biegi eliminacyjnych. Do półfinałów awansowały po cztery najlepsze zawodniczki z każdego biegu.

#### Bieg 1
| Poz. | Zawodniczka     | Narodowość | Rezultat | Uwagi |
| ---- | --------------- | ---------- | -------- | ----- |
| 1    | Karin Balzer    | Niemcy     | 10,7     | Q     |
| 2    | Galina Bystrowa | ZSRR       | 10,9     | Q     |
| 3    | Rose Hart       | Ghana      | 11,3     | Q     |
| 4    | Sneżana Kerkowa | Bułgaria   | 11,5     | Q     |
| 5    | Lorraine Dunn   | Panama     | 11,5     |       |
| –    | Amy Snider      | Kanada     | DSQ      |       |
| –    | Lia Hinten      | Holandia   | DNS      |       |

#### Bieg 2
| Poz. | Zawodniczka      | Narodowość        | Rezultat | Uwagi |
| ---- | ---------------- | ----------------- | -------- | ----- |
| 1    | Irina Press      | ZSRR              | 10,7w    | Q     |
| 2    | Pat Pryce        | Wielka Brytania   | 10,8w    | Q     |
| 3    | Avis McIntosh    | Nowa Zelandia     | 10,8w    | Q     |
| 4    | Gundula Diel     | Niemcy            | 10,9w    | Q     |
| 5    | Cherrie Sherrard | Stany Zjednoczone | 11,0w    |       |
| 6    | Marlène Canguio  | Francja           | 11,0w    |       |
| 7    | Chi Cheng        | Republika Chińska | 11,1w    |       |
| 8    | Sirkka Norrlund  | Finlandia         | 11,2w    |       |

#### Bieg 3
| Poz. | Zawodniczka       | Narodowość        | Rezultat | Uwagi |
| ---- | ----------------- | ----------------- | -------- | ----- |
| 1    | Maria Piątkowska  | Polska            | 10,6w    | Q     |
| 2    | Pamela Kilborn    | Australia         | 10,7w    | Q     |
| 3    | Tatjana Tałyszewa | ZSRR              | 10,9w    | Q     |
| 4    | Lacey O’Neal      | Stany Zjednoczone | 10,9w    | Q     |
| 5    | Carmen Smith      | Jamajka           | 11,8w    |       |
| 6    | Yeh Chu-mei       | Republika Chińska | 12,1w    |       |
| –    | Zenta Kopp        | Niemcy            | DNS      |       |
| –    | Mary Rand         | Wielka Brytania   | DNS      |       |

#### Bieg 4

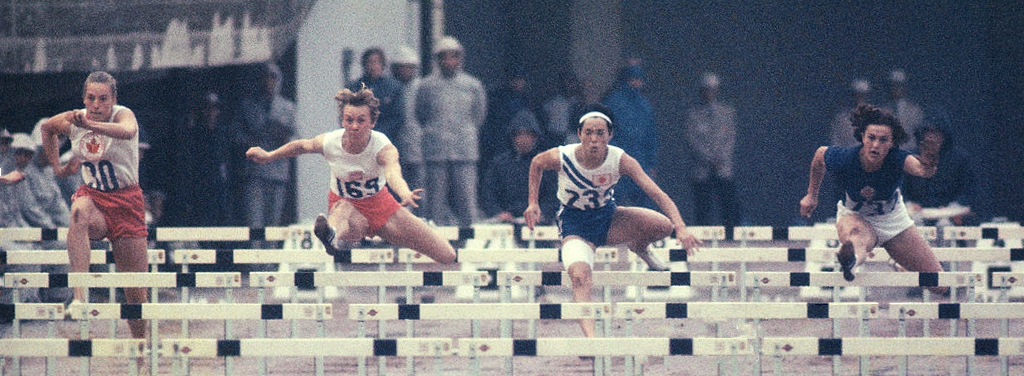
Czwarty bieg eliminacyjny. Od lewej: Wingerson, Ciepły, Yoda i Stamejčič

| Poz. | Zawodniczka     | Narodowość        | Rezultat | Uwagi |
| ---- | --------------- | ----------------- | -------- | ----- |
| 1    | Rosie Bonds     | Stany Zjednoczone | 10,6w    | Q     |
| 2    | Ikuko Yoda      | Japonia           | 10,7w    | Q     |
| 3    | Teresa Ciepły   | Polska            | 10,7w    | Q     |
| 4    | Draga Stamejčič | Jugosławia        | 10,8w    | Q     |
| 5    | Jenny Wingerson | Kanada            | 11,1w    |       |
| 6    | Inge Aigner     | Austria           | 11,2w    |       |
| 7    | Mary Musani     | Uganda            | 12,9w    |       |
| –    | Denise Guénard  | Francja           | DNS      |       |

### Półfinały
Rozegrano dwa biegi półfinałowe. Do finału awansowały po cztery najlepsze zawodniczki z każdego biegu.

#### Bieg 1
| Poz. | Zawodniczka       | Narodowość        | Rezultat | Uwagi |
| ---- | ----------------- | ----------------- | -------- | ----- |
| 1    | Pamela Kilborn    | Australia         | 10,6     | Q =   |
| 2    | Teresa Ciepły     | Polska            | 10,7     | Q     |
| 3    | Irina Press       | ZSRR              | 10,8     | Q     |
| 4    | Rosie Bonds       | Stany Zjednoczone | 10,8     | Q     |
| 5    | Avis McIntosh     | Nowa Zelandia     | 10,9     |       |
| 6    | Tatjana Tałyszewa | ZSRR              | 10,9     |       |
| 7    | Gundula Diel      | Niemcy            | 11,0     |       |
| 8    | Sneżana Kerkowa   | Bułgaria          | 11,4     |       |

#### Bieg 2
| Poz. | Zawodniczka      | Narodowość        | Rezultat | Uwagi |
| ---- | ---------------- | ----------------- | -------- | ----- |
| 1    | Karin Balzer     | Niemcy            | 10,6     | Q =   |
| 2    | Ikuko Yoda       | Japonia           | 10,7     | Q     |
| 3    | Draga Stamejčič  | Jugosławia        | 10,7w    | Q     |
| 4    | Maria Piątkowska | Polska            | 10,7     | Q     |
| 5    | Pat Pryce        | Wielka Brytania   | 10,7     | [ 3 ] |
| 6    | Galina Bystrowa  | ZSRR              | 10,8     |       |
| 7    | Lacey O’Neal     | Stany Zjednoczone | 10,9     |       |
| 8    | Rose Hart        | Ghana             | 11,1     |       |

### Finał
| Poz. | Zawodniczka      | Narodowość        | Rezultat | Uwagi |
| ---- | ---------------- | ----------------- | -------- | ----- |
| 1    | Karin Balzer     | Niemcy            | 10,5w    |       |
| 2    | Teresa Ciepły    | Polska            | 10,5w    |       |
| 3    | Pamela Kilborn   | Australia         | 10,5w    |       |
| 4    | Irina Press      | ZSRR              | 10,6w    |       |
| 5    | Ikuko Yoda       | Japonia           | 10,7w    |       |
| 6    | Maria Piątkowska | Polska            | 10,7w    |       |
| 7    | Draga Stamejčič  | Jugosławia        | 10,8w    |       |
| 8    | Rosie Bonds      | Stany Zjednoczone | 10,8w    |       |